# Matthew Gentzkow
Matthew Aaron Gentzkow (* 1975) ist ein amerikanischer Wirtschaftswissenschaftler. Er ist Professor an der Stanford University und beschäftigt sich vorrangig mit Industrieökonomik und Politischer Ökonomie, insbesondere mit dem Einfluss von Massenmedien. 2014 erhielt er die John Bates Clark Medal.

## Werdegang
Gentzkow absolvierte seine akademische Ausbildung an der Harvard University, wo er den Bachelor (1997) sowie den Master of Arts (2002) erhielt und anschließend unter Ariel Pakes zum Ph.D. promoviert wurde (2004). In der Folge wechselte er an die Booth School of Business der University of Chicago und war dort von 2004 bis 2009 als Assistenzprofessor tätig, bevor er 2009 auf eine ordentliche Professur berufen wurde. Zuletzt fungierte er in Chicago von 2013 bis 2015 als Richard O. Ryan Professor of Economics, bevor er 2015 eine Professur an der Stanford University annahm. Parallel dazu ist er seit 2006 für das National Bureau of Economic Research tätig.

## Wissenschaftliches Schaffen
Gentzkow befasst sich hauptsächlich mit Industrieökonomik und Politischer Ökonomie, wobei der Einfluss von Massenmedien einen besonderen Schwerpunkt darstellt. Beispielsweise untersuchte er das Konsumverhalten von Internetnutzern entlang des politischen Spektrums von Nachrichten-Websites sowie den Einfluss des Fernsehens  auf politische Wahlen oder auf Prüfungsergebnisse von Schülern. Für sein bisheriges Schaffen wurde er im Jahre 2014 mit der John Bates Clark Medal geehrt, die an Wirtschaftswissenschaftler unter 40 Jahren vergeben wird. Zudem ist er seit 2014 Mitglied (Fellow) der Econometric Society und wurde 2015 in die American Academy of Arts and Sciences gewählt. 2021 wurde Gentzkow als Distinguished CES Fellow ausgewählt und 2022 in die National Academy of Sciences gewählt.
Ferner war bzw. ist Gentzkow als Mitherausgeber an der Veröffentlichung mehrerer Fachzeitschriften beteiligt, darunter das Journal of Economic Literature (2011–2013), das American Economic Journal: Applied Economics (2010–2016) sowie das Quarterly Journal of Economics (seit 2017).